# Bannibagi, Hukeri
Bannibagi là một làng thuộc tehsil Hukeri, huyện Belgaum, bang Karnataka, Ấn Độ.